# پسچانی بوروک
پسچانی بوروک (به لاتین: Peschany Borok) یک منطقهٔ مسکونی در روسیه است که در سرزمین آلتای واقع شده‌است.